# Wanda Szmielew
Wanda Szmielew   (Varsòvia, 5 d'abril de 1918 - Varsòvia, 27 d'agost de 1976), de soltera Wanda Montlak, va ser una lògica matemàtica polonesa, coneguda per ser la primera persona a demostrar la decidibilitat de la teoria de primer ordre de grups abelians.

## Biografia
Wanda Montlak va néixer el 5 d'abril de 1918 a Varsòvia. Va acabar l'institut l'any 1935 i es va casar, adoptant el cognom Szmielew. El mateix any, va entrar a la Universitat de Varsòvia, on va estudiar lògica amb Adolf Lindenbaum, Jan Lukasiewicz, Kazimierz Kuratowski i Alfred Tarski. La seva recerca estava centrada en l'axioma de l'elecció, però va ser interrompuda l'any 1939 per la invasió de Polònia.
Szmielew es va convertir en agrimensora durant la Segona Guerra Mundial, temps en el qual va continuar la seva recerca pel seu compte, desenvolupant un problema de decisió basat en l'eliminació de quantificadors per a la teoria de grups abelians. També va ser professora per a la resistència polonesa. Després de l'alliberament de Polònia, Szmielew va acceptar una plaça a la Universitat de Łódź, fundada el maig de 1945. L'any 1947, va publicar un article sobre l'axioma de l'elecció, va obtenir un màster a la Universitat de Varsòvia i s'hi va traslladar.
En els anys 1949 i 1950, Szmielew va ser professora ajudant a la Universitat de Califòrnia a Berkeley, on Tarski havia obtingut una plaça permanent després d'exiliar-se de Polònia durant la guerra. Va viure a casa de Tarski i la seva dona com a amant de Tarski, deixant enrere al seu marit a Polònia, i va completar el doctorat a Berkeley l'any 1950 sota la direcció de Tarski. Per a la publicació dels seus resultats al 1955, Tarski va convèncer Szmielew de reformular el seu treball en termes de la seva teoria de funcions aritmètiques, decisió que va fer que el seu treball fos descrit per Solomon Feferman com «il·legible». Treballs posteriors d'Eklof & Fischer (1972) i de Fischer (1972) van tornar a demostrar el resultat de Szmielew utitilitzant tècniques més estàndards de teoria de models.
Després de tornar a Varsòvia com a professora ajudant, els seus interessos es van inclinar més cap als fonaments de la geometria. Juntament amb Karol Borsuk, va publicar un llibre de text sobre el tema l'any 1955 i una altra monografia, publicada pòstumament al 1981.
Va morir de càncer a Varsòvia el 27 d'agost de 1976.